# How Long Has This Been Going On?
How Long Has This Been Going On? è una canzone composta da George Gershwin ed il testo di Ira Gershwin, per il musical Funny Face del 1928. Il brano nel musical fu poi sostituito da He Loves and She Loves sempre a cura di G. e I. Gershwin.
Il verso introduttivo nella prima versione di How Long Has This Been Going On?  fu sostituito da Gershwin, 10 anni dopo, per la versione eseguita da Ella Fitzgerald, i nuovi versi introduttivi assunsero dei riflessi malinconici.

## Altre versioni
Nel 1955 Bing Crosby aveva registrato la canzone, con Buddy Cole and his Trio, per trasmetterla nel suo programma radiofonico della CBS. 
Nel 1986 il brano fu inserito nella colonna sonora  del film Round Midnight di Bertrand Tavernier, il brano fu eseguito da Lonette McKee accompagnata dal sax di Dexter Gordon.